# Заметки об авторской теории в 1962 году
Заметки об авторской теории в 1962 году — одна из наиболее значимых работ американского кинокритика Эндрю Сарриса, написанная в 1962 году. Перенесение Саррисом идей Cahiers в американское общество во многом явилось его ответом на засилье так называемой социологической критики, учитывающей только содержание фильма и его отношения с политикой и социальной историей.

## Краткое содержание
В первой главе критик оправдывает политику авторов и дает подробные комментарии по поводу современной ситуации в кинематографическом мире(«Я верю, что существует непонимание того, о чём на самом деле заявляет авторская теория, особенно когда эта теория является столь неопределенной в настоящее время.»)
Затем разбирается критика Базена: 

«Во-первых, величие Базена как критика (и я верю, что он был величайшим из живших критиков) заключается в его непредубежденной концепции кинематографа как глобального организма. Из этого следует, что он был бы против теории, которая потворствует тому, что, по его ощущениям, будет ошибочным суждением ради драматических парадоксов. Он был, если уж на то пошло, слишком великодушен, находя в каждом фильме хотя бы крупицы кинематографического искусства. Поэтому он бы искал справедливости в противостоянии Хьюстона и Минелли даже на вторичных уровнях творчества, что свидетельствует о его щепетильности как кинокритика. Однако мое второе замечание покажется противоречивым первому. Базен был не прав в этом случае, так же, как можно сказать, оглядываясь назад, что любой критик не прав…»
В выводе Саррис приходит к идее переосмысления роли американского кино как наиболее интересного во всем мире.
Вторая часть работы содержит три условия авторской теории:
1. техническая компетенция режиссёра как критерий ценности
Плохой режиссёр не всегда определяется плохим фильмом. Если у режиссёра нет никакой технической компетенции и нет даже элементарного вкуса, то он выпадает из пантеона режиссёров
2. отличительная личность режиссёра как критерий ценности
Режиссёр в группе своих фильмов должен сформировать определённый почерк, который и станет в дальнейшем критерием, по которому он будет выделяться как автор конкретных произведений среди многих других. Манера отражения реальности фильма должна соответствовать мировоззрению режиссёра этой картины. Художественное отражение особого мировосприятия и формирует стиль автора
3. внутреннее значение кино с точки зрения искусства
Видение режиссёра все же является очень неоднозначным, так как часть его не может быть выражена в некинематографических терминах и является вживленной в эту специфическую изобразительность. Сам Саррис называет это «внутреннее значение» душой. Душа же определяется критиком, как минимальное и едва уловимое отличие между двумя личностями при условии равенства прочих вещей.

 «Это не совсем видение мира, которое создает режиссёр, не совсем его отношение к жизни. Оно неоднозначно в любом литературном смысле, поскольку часть его укоренена в кино и не может быть выражена в некинематографических терминах.» 
Данную концепцию Эндрю Саррис в дальнейшем будет развивать в книге 1968 года «American cinema», посвященной переосмыслению истории американского кинематографа с точки зрения личностей более двухсот режиссёров.

## Другие работы Эндрю Сарриса
- «Confessions of a cultist»,
- «The Poster Book of Movie Greats»,
- «History of the Cannes Film Festival, 1946-1979»,
- «American Cinema»,
- «The films of Josef von Sternberg»,
- «Interviews with film directors»,
- «The John Ford Movie Mystery»,
- «Hollywood voices; interviews with film directors»,
- «The film»,
- «Politics and cinema»,
- «The primal screen»,
- «"You ain't heard nothin' yet"»